# Stactolaema
Stactolaema é um género de ave piciforme da família Lybiidae, que compreende quatro espécies de barbaças.
Este género contém as seguintes espécies:
- Barbaças-de-orelhas-brancas (Stactolaema leucotis)
- Barbaças-amarelado (Stactolaema anchietae)
- Barbaças-de-loro-amarelo (Stactolaema whytii)
- Barbaças-verde (Stactolaema olivacea)